# Aunslev Sogn
Aunslev Sogn ist eine Kirchspielsgemeinde (dän.: Sogn)
auf der Insel Fyn (dt.: Fünen) im südlichen Dänemark.
Bis 1970 gehörte sie zur Harde Vindinge Herred im damaligen Svendborg Amt, danach zur Nyborg Kommune im
Fyns Amt, die im Zuge der  Kommunalreform zum 1. Januar 2007 in der
„neuen“
Nyborg Kommune in der Region Syddanmark aufgegangen ist.
Im Kirchspiel leben 1244 Einwohner, davon 407 im Kirchdorf (Stand: 1. Januar 2023).
Im Kirchspiel liegt die Kirche „Aunslev Kirke“.
Nachbargemeinden sind im Süden Nyborg Sogn und Hjulby Sogn, im Südwesten Skellerup Sogn, im Westen Ullerslev Sogn, im Nordwesten Flødstrup Sogn und im Norden Bovense Sogn.